# Пенджаб (футбольний клуб)
Футбольний клуб «Пенджаб» (англ. Punjab Football Club, пенджаб. ਪੰਜਾਬ ਫੁੱਟਬਾਲ ਕਲੱਬ), раніше відомий як Раундгласс Пенджаб — професійний індійський футбольний клуб, який базується в місті Могалі в штаті Пенджаб. Клуб грає в Індійській Суперлізі, вищому дивізіоні системи футбольних ліг Індії, після підвищення з I-Ліги в сезоні 2022—2023 років.

## Історія
У квітні 2020 року «RoundGlass Sports Pvt. Ltd.» завершила придбання клубу I-Ліги «Мінерва Пенджаб», перейменувавши його пізніше в цьому ж році на «Раундгласс Пенджаб». Після переходу в липні 2023 року до Індійської Суперліги клуб змінив назву на «Пенджаб». 15 червня 2020 року на посаду головного тренера команди був призначений Кертіс Флемінг. 15 липня новим технічним директором команди було призначено Ніколаоса Тополіатіса. «Пенджаб» грав лише в регулярному чемпіонаті, який завершив поразкою від «Черчілл Бразерс» з рахунком 2–3. Після 15 матчів чемпіонату «Пенджаб» з 22 очками піднімався на друге місце.

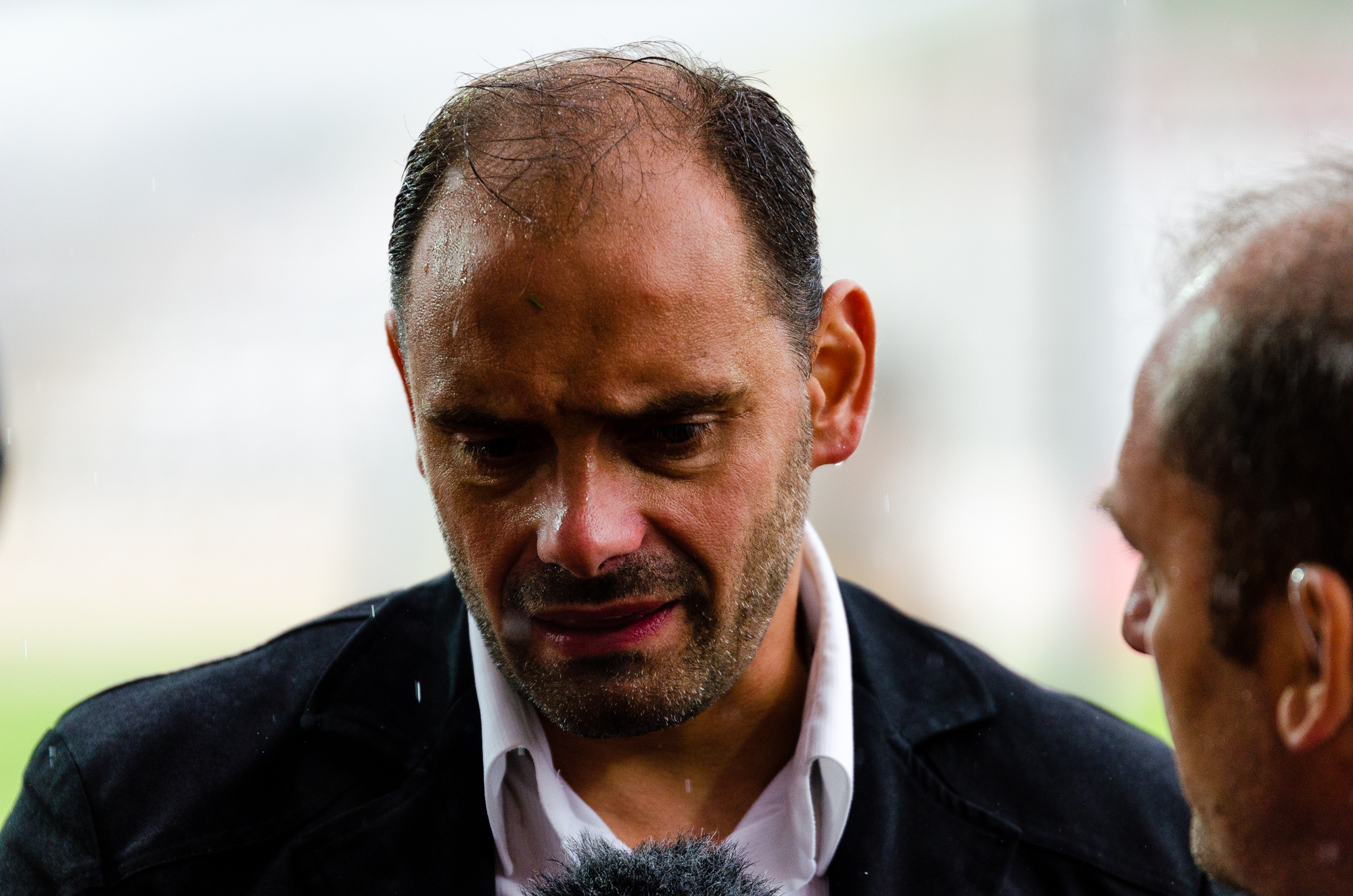
Стайкос Вергетіс очолював клуб, який виграв I-Лігу, що дало путівку клубу до індійської Суперліги.

У серпні 2022 року новим головним тренером клубу «Раундгласс Пенджаб» був призначений Стайкос Вергетіс. Після перемоги з рахунком 4–0 над «Раджастхан Юнайтед» 4 березня 2023 року клуб уперше переміг в I-Лізі, вперше отримавши підвищення до Індійської Суперліги. Клуб завершив сезон, набравши 52 очки у 22 матчах чемпіонату. Клуб пізніше грав у Супер Кубку Індії 2023 року. «Пенджаб» розпочав свій сезон 2023—2024 років 23 вересня 2023 року виїзною поразкою від «Мохун Багана» з рахунком 1-3, у якій Лука Майцен забив перший гол клубу в Суперлізі. (англ.) Клуб здобув перше очко в лізі 6 жовтня в нічийному матчі з рахунком 1–1 проти «Норт-Іст Юнайтед» у своєму першому домашньому матчі на стадіоні «Джавахарлал Неру» в Делі. 19 грудня 2023 року французький плеймейкер Мадіх Таляль забив гол, чим приніс «Пенджабу» історичну першу перемогу в Суперлізі над клубом «Ченнаїн» в домашньому матчі з рахунком 1-0. Пізніше 12 лютого 2024 року клуб здобув свою першу виїзну перемогу, перемігши «Керала Бластерс» з рахунком 3-1 у Кочі. «Пенджаб» здобув свою найбільшу перемогу в чемпіонаті 10 квітня 2024 року, обігравши «Іст Бенгал» з рахунком 4-1, завершивши виступи в чемпіонаті з 24 очками у 22 матчах.

## Емблема, кольори та форма
Домашня форма футбольного клубу «Пенджаб» складається переважно з яскраво-оранжевої основи, яка часто поєднується з чорними або білими акцентами. Виїзна форма зазвичай білого кольору з оранжевими або чорними відблисками, зберігаючи узгодженість з домашньою формою, та пропонуючи свіжий вигляд. Третя форма клубу може бути контрастного кольору, наприклад, чорного або темно-синього, що забезпечує різноманітність, залишаючись узгодженою з основними кольорами команди.

## Стадіони
У вересні 2023 року футбольний клуб «Пенджаб» офіційно підтвердив, що стадіон «Джавахарлал Неру» в Делі буде місцем проведення домашніх матчів клубу в Індійській Суперлізі сезону 2023—2024 років. Під час виступів у I-Лізі клуб грав на стадіоні «Тау Деві Лал». Цей стадіон вміщує 12 тисяч глядачів. Клуб для домашніх ігор також використовував стадіон «Гуру Нанак».

## Інша діяльність

### Футбол: резерви та академія
Молодіжна секція клубу спочатку була створена з гравців «Академії Мінерва», і розпочала брати участь у змаганнях різних вікових груп юнацької ліги «Hero Youth League». У грудні 2023 року футбольна академія клубу отримала акредитацію «елітної категорії» від Всеіндійської федерації футболу.
Резервна команда виграла свій перший титул Суперліги штату Пенджаб у 2022—2023 роках. Під керівництвом тренера Санкарлала Чакраборті клуб виграв титул «Ліги розвитку Reliance Foundation» 2024 року, перемігши у фіналі «Іст Бенгал», і кваліфікувався на Кубок «PL Next Gen». Команда клубу до 17 років виграла титул «Administrator's Challenge Cup» у Чандігарху у 2022 році.

### Хокей на траві
Клуб «Пенджаб» також керує академією хокею на траві в Чандігарху, і її команди беруть участь у різноманітних юніорських і молодших змаганнях.

## Титули і досягнення
- Переможець I-Ліги (1): 2022—2023[52]